# نیاز اطلاعاتی
نیاز اطلاعاتی، تمایل یک فرد یا گروه برای جایابی و دستیابی به اطلاعات، برای رفع یک نیاز آگاهانه یا ناخودآگاه است. رفتار برای رفع نیاز اطلاعاتی خود، رفتاری بروز می‌دهند که رفتار اطلاع‌یابی نامیده می‌شود. تعریف‌های دیگری نیز از نیاز اطلاعاتی توسط متخصصان ارائه شده‌است. از جمله این که بازشناسی موقعیتی است که در آن، دانش فرد موقعیت برای برآوردن هدف، کافی نیست، یا شناسایی وجود تردید در فرد است.
میان سه مفهوم نیاز (need)، خواست (want) و درخواست (demand) اطلاعاتی تمایز وجود دارد. خواست اطلاعاتی، اطلاعاتی است که فرد تمایل دارد که داشته باشد. درخواست اطلاعاتی، اطلاعاتی است که فرد برای دریافتش درخواست می‌کند (برای نمونه از کتابدار). در موقعیت ایده‌آل، نیاز، خواست، و درخواست هر سه برهم منطبق هستند. اما در جهان واقع، در بیشتر مواقع چنین نیست و فرد اطلاعاتی که درخواست می‌کند لزوماً چیزی نیست که می‌خواهد یا نیاز دارد.
نیاز اطلاعاتی را بر پایه درونی بودن آن به چهار بخش تقسیم کرده‌اند: ۱- سطح واقعی نیاز اطلاعاتی بیان نشده نیاز احشایی یا درونی نیز نامیده می‌شود و در آن احساس عدم سهولت، شک، عدم قطعیت وجود دارد؛ ۲- نیاز آگاهانه که به شکل یک توصیف در ذهن وجود دارد؛ ۳- نیاز رسمی: که با شکلی رسمی بیان می‌شود؛ ۴- نیاز مصالحه شده: که در عمل، همان درخواستی است که به نظام اطلاعاتی ارائه می‌شود.

## پیشینه
مفهوم نیاز اطلاعاتی توسط رابرت اس. تیلور ابداع شد. پژوهش در زمینه نیازهای اطلاعاتی از حدود سال ۱۹۲۰ توسط کتابداران برای شناسایی نیازهای اطلاعاتی کاربران کتابخانه‌ها و رفع آن‌ها آغاز شد. نخستین پژوهش انجام شده در ایران در زمینه پژوهش استفاده‌کننده و رفتار اطلاع‌یابی آن‌ها، به سال ۱۳۵۴ برمی‌گردد که از سوی گروه آموزش کتابداری دانشکده علوم تربیتی دانشگاه تهران انجام شد. نتایج آن پژوهش نشان داد که اعضای هیئت علمی بیشتر برای آماده کردن مطالب درسی از منابع اطلاعاتی استفاده می‌کردند.

## عوامل مؤثر
پیسلی نیاز اطلاعاتی را متأثر از پنج عامل می‌داند: مرتبه‌ای که اطلاعات، قابل دسترس است؛ به کار بردن آنچه در آن اطلاعات وجود دارد (محمل اطلاعاتی)؛ پیشینه، انگیزه، محور شغل، و دیگر مشخصه‌های فردی کاربر؛ نظام‌های اقتصادی، سیاسی، اجتماعی محیط کاربر؛ پیامدها و نتایج کاربرد اطلاعات.
بلکین معتقد است نیاز اطلاعاتی هنگامی به وجود می‌آید که یک فرد با یک «موقعیت متناقض در دانش» یا یک ASK مواجه می‌شود که در آن کاربر متوجه یک ناهمسانی یا ناهمگونی در موقعیت دانش او نسبت به مسئله پیش آمده می‌شود. همچنین ناآگاهی را نیز می‌توان عاملی در ایجاد نیاز اطلاعاتی معرفی کرد. هنگامیکه فرد نه‌تنها از ناآگاهی خود آگاه است بلکه تلاش دارد ناآگاهی و رنج حاصل از آن را کاهش دهد نیاز اطلاعاتی به وجود آمده است.

## در تصمیم‌گیری
نیاز اطلاعاتی به هر شکلی از اطلاعات اشاره دارد که یک تصمیم‌گیرنده به آن نیاز دارد. هنگامی که یک "نیاز اطلاعاتی" شناسایی شد وظیفه کارمندان اطلاعاتی تصمیم‌گیرنده، یا در صورت درخواست، سازمان‌های اطلاعاتی پشتیبان است که اطلاعات لازم را گردآوری و منتشر کنند. شناسایی نیازهای اطلاعاتی، و گردآوری و انتشار اطلاعات مورد نیاز، بخشی از چرخه اطلاعات هستند.